# Amavida
Amavida es un municipio y localidad española de la provincia de Ávila, en la comunidad autónoma de Castilla y León. El término municipal tiene una población de 133 habitantes (INE 2024).

## Geografía
Integrado en la comarca de Ávila, se sitúa a 38 km de la capital provincial. El término municipal está atravesado por la carretera N-110 entre los pK 287 y 289, además de por carreteras locales que se dirigen a Pradosegar y Muñotello.
El relieve del municipio está caracterizado por el valle de Amblés al sur y la Sierra de Ávila al norte. La zona de la Sierra de Ávila incluye los picos Cerro del Berruco Negro (1609 m) y el Cerro Robledillo (1611 m) como los puntos más elevados del municipio. Por el valle discurre el río Adaja. La altitud oscila entre los 1611 m (Cerro Robledillo) y los 1135 metros a orillas del río. El pueblo se alza a 1164 m sobre el nivel del mar, a los pies del monte Cabeza Florida (1283 m).
| Noroeste: Vadillo de la Sierra | Norte: Vadillo de la Sierra y Muñana | Noreste: Muñana    |
| Oeste: Poveda                  |                                      | Este: Muñana       |
| Suroeste: Pradosegar           | Sur: Pradosegar y Muñotello          | Sureste: Muñotello |

La pedanía de Pascual Muñoz pertenece al municipio.

## Historia
De Muñotello, Pradosegar, Poveda y Amavida, Camilo José Cela en su libro de viajes Judíos, moros y cristianos. Notas de un vagabundaje por Ávila, Segovia y sus tierras (1956) escribió:

son pueblos de colina y sosiego, caza de pelo y cereal, tierra pobre y cielo azul dilapidador......Los de Amavida, los labriegos y los leñadores, los hombres que fueron cabos en Melilla y los mozos sin historia, los carreteros y los taberneros y los quintos de las quintas, que rezan a Nuestra Señora de Izquierdos, ramonean la encina, cuando pinta en oro por el monte Moheda.

## Demografía
Amavida cuenta con una población de 133 habitantes (INE 2024).
| Gráfica de evolución demográfica de Amavida entre 1842 y 2021                                                         |
| |
| Población de derecho según los censos de población del INE. Población de hecho según los censos de población del INE. |

## Patrimonio

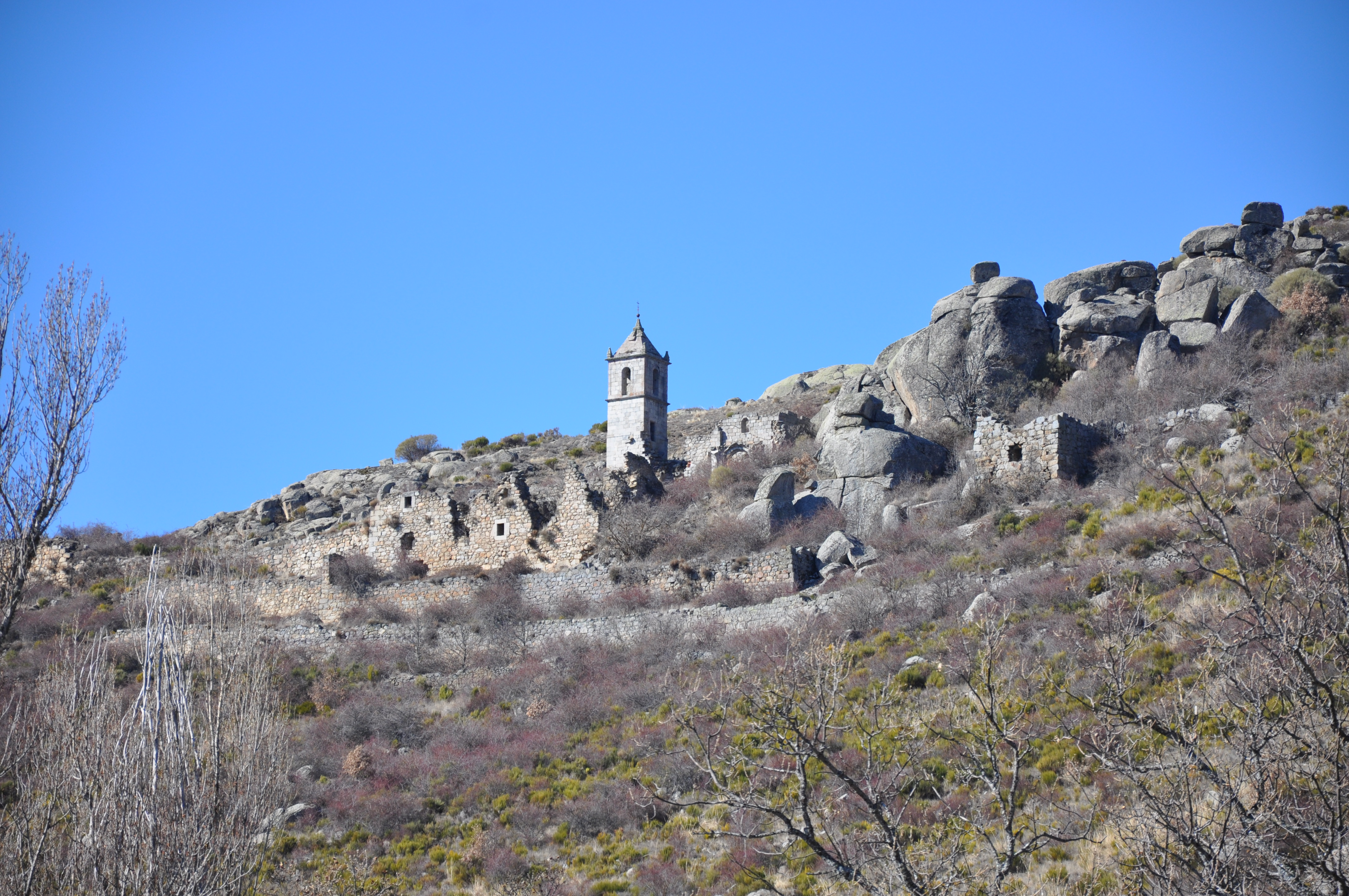
Imagen del monasterio del Risco en Amavida.

La traza de la iglesia parroquial de Amavida se debe a Cristóbal Ximenez, seguidor de Juan Campero, maestro en cantería que trabajó en la construcción de la iglesia parroquial de San Miguel en Villatoro. El vadillano Andrés Muñoz sería el realizador  también de un cristo en dicha iglesia.
En el término municipal de Amavida en la solana de la Sierra de Ávila se localizan las ruinas del Monasterio de Nuestra Señora del Risco, donde vivieron personajes ilustres como Payo Enríquez de Rivera o Manuel Risco.

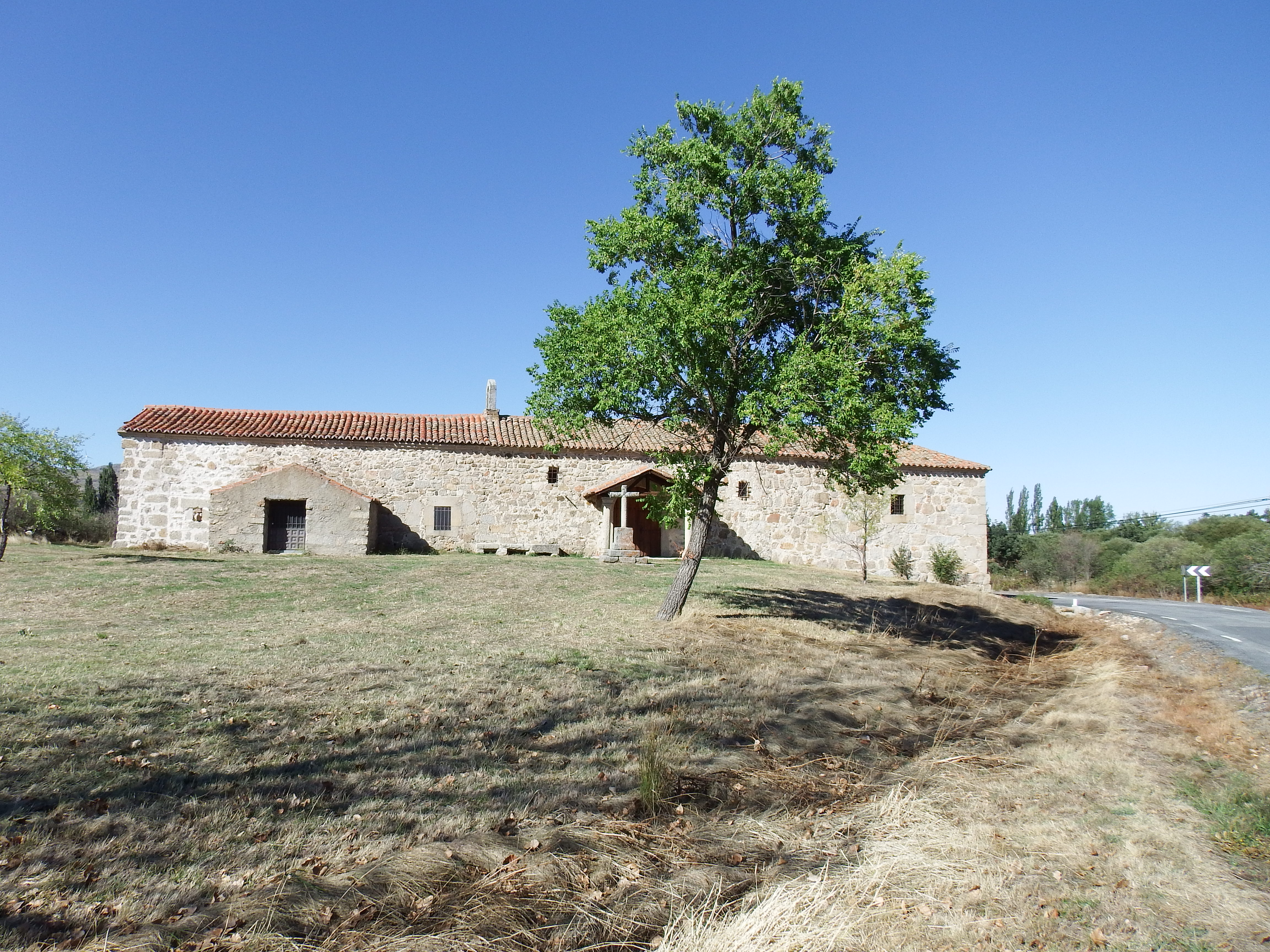
Ermita de Nuestra Señora de Izquierdos